# 15969 Charlesgreen
15969 Charlesgreen este un asteroid din centura principală de asteroizi.

## Descriere
15969 Charlesgreen este un asteroid din centura principală de asteroizi. A fost descoperit pe 1 martie 1998 la Observatorul La Silla de Eric Walter Elst. Asteroidul prezintă o orbită caracterizată de o semiaxă mare de 3,16 ua, o excentricitate de 0,07 și o înclinație de 8,6° în raport cu ecliptica.